# Stefan Rachwał
Stefan Karol Rachwał (ur. 14 sierpnia 1896 w Brzesku, zm. 28 lutego 1943 w Auschwitz) – major piechoty Wojska Polskiego, działacz niepodległościowy.

## Życiorys
Urodził się w Brzesku, w rodzinie Franciszka. W 1915 ukończył kurs szkoły podoficerskiej „z postępem dobrym”. Od 6 lutego 1916 służył w 4 Pułku Piechoty Legionów Polskich. Walczył m.in. pod Kołodią i Rudką Miryńską na Wołyniu. Wykazany następnie jako zastępca podoficera amunicyjnego w Oddziale Sztabowym Komendy III Brygady LP. 28 marca 1917 został wymieniony we wniosku do odznaczenia austriackim Krzyżem Wojskowym Karola.
3 września 1919, jako podoficer byłych Legionów Polskich został mianowany z dniem 1 sierpnia tego roku podporucznikiem w piechocie. Służył wówczas w 15 pułku piechoty. 3 maja 1922 został zweryfikowany w stopniu porucznika ze starszeństwem z 1 czerwca 1919 i 1199. lokatą w korpusie oficerów piechoty, a jego oddziałem macierzystym był nadal 15 pp w Dęblinie. Później został przeniesiony do 63 pułku piechoty w Toruniu. W styczniu 1929 został przeniesiony do kadry oficerów piechoty z równoczesnym przeniesiem służbowym do Dowództwa Okręgu Korpusu Nr VIII w Toruniu. Pełnił funkcję komendanta Okręgu Związku Strzeleckiego Nr VIII. W grudniu 1932 ogłoszono jego przeniesienie do 63 pp. 4 lutego 1934 został mianowany majorem ze starszeństwem z 1 stycznia 1934 i 24. lokatą w korpusie oficerów piechoty. W kwietniu tego roku został wyznaczony w macierzystym 63 pp na stanowisko dowódcy batalionu. W 1936 był oficerem rezerwy Związku Strzeleckiego w stopniu okręgowego. W marcu 1939 pełnił służbę w 16 pułku piechoty w Tarnowie na stanowisku dowódcy II batalionu.
27 lutego 1942 został uwięziony w obozie koncentracyjnym Auschwitz, a 28 lutego 1943 został w nim zamordowany.

## Ordery i odznaczenia
- Krzyż Niepodległości – 24 października 1931 „za pracę w dziele odzyskania niepodległości”[16]
- Krzyż Walecznych[17][18]
- Srebrny Krzyż Zasługi – 10 listopada 1928[19][17][18]
- Medal Pamiątkowy za Wojnę 1918–1921[20]
- Medal Dziesięciolecia Odzyskanej Niepodległości[20]
- Państwowa Odznaka Sportowa[20]